# Levy Mwanawasastadion
Het Levy Mwanawasastadion is een multifunctioneel stadion in Ndola, Zambia. Het wordt vooral gebruikt voor voetbalwedstrijden. In het stadion kunnen 49.800 toeschouwers. ZESCO United maakt gebruik van dit stadion voor zijn thuiswedstrijden. Ook het nationale elftal speelt in dit stadion vaak internationale wedstrijden.
Het stadion is vernoemd naar Levy Mwanawasa, de derde president van Zambia. Hij was president van 2002 tot zijn overlijden in 2008.